# FACE TO FACE (face to aceのアルバム)
『FACE TO FACE』（フェイス・トゥ・フェイス）は、日本の音楽ユニット・face to aceの初のオリジナル・アルバム。

## 概要
聖飢魔IIの解散後、あまり表だった活動を控えていたACEが、ソロ作品発表から実に11年ぶりに活動を再開し、元グラスバレーの本田海月と共にface to aceを結成し、発表したアルバム。
収録曲の「MISSING WORD」は、読売テレビ系『フジリコ』のエンディング・テーマとして使用された。

## 収録曲
1. MISSING WORD
2. 月夜のケモノたち
3. FLAMING DAYS
4. IN THE MAZE
5. オルフェウスの朝
6. ...I KNOW
7. BLIND FIGHT（無視界飛行）
8. ENOUGH!
9. QUIET SNOW
10. SPIRAL STEPS
11. 早春
12. 誰よりもずっと